# 0000-talet f.Kr. (millennium)
0000-talet f.Kr. (nolltusentalet före Kristus) är det 1:a millenniet f.Kr. 

## Händelser
- Järnåldern börjar i Västeuropa
- Romarrikets begynnelse
- Gamla Testamentet (eller Tanakh) skrivs
- Buddhismen grundas

## Personer
- David, kung av Israel
- Kyros den store (erövrare av Babylon och grundare av Persien på 500-talet f.Kr.)
- Budda
- Konfucius, kinesisk filosof
- Sokrates, Platon, Aristoteles, grekiska filosofer
- Alexander den store
- Arkimedes
- Julius Caesar